# Edwin Booz
Edwin Booz (* 2. September 1888 in Reading, Pennsylvania; † 14. Oktober 1951 in Evanston, Illinois) war ein US-amerikanischer Unternehmer. Er gründete die Unternehmen Booz & Company und Booz Allen Hamilton.

## Leben
Booz, fünfter von sieben Söhnen, wuchs in bescheidenen wirtschaftlichen Verhältnissen auf. Er studierte an der renommierten Northwestern University in Evanston, Illinois. 1914 schloss er in B.A. in Economics und M.A. in Psychology ab und gründete 1915 ein Joint Venture, das ab 1917 unter dem Namen Business Research & Development Company in Chicago firmierte. Während des Ersten Weltkrieges wurde Edwin Booz zum Militär eingezogen und erarbeitete dort für einen seiner ehemaligen Professoren Konzepte zur Reorganisation des bürokratischen Apparates im War-Department.
Nachdem er die Army im März 1919 verlassen hatte, benannte im Jahr 1924 sein Unternehmen in Edwin Booz Surveys um. Im Jahr 1925 wurde der Northwestern-Absolvent George A. Fry eingestellt, 1929 der ebenfalls an dieser Universität sein Studium absolvierende James L. Allen. 1935 folgte Carl Hamilton, so dass das Unternehmen 1936 in Booz, Fry, Allen & Hamilton umbenannt werden konnte. Das Beratungsunternehmen expandierte und baute in den dreißiger Jahren eine größere Klientenbasis auf. Im Frühjahr 1940 trat die Navy an Booz, Fry, Allen & Hamilton heran um ihre Organisationsstrukturen auf den Krieg vorzubereiten. Booz, Fry, Allen & Hamilton arbeitete in den 1940er Jahren fast ausschließlich für das Militär. 1946 zog sich Ed Booz zu einem großen Teil aus seinem Unternehmen zurück. Der Unternehmer starb am 14. Oktober 1951 in Evanston.